# 马迪克
马迪克（法語：Madic，法語發音：[madik]）是法国康塔尔省的一个市镇，属于莫里亚克区。

## 地理
马迪克（45°22'44"N, 2°27'27"E）面积6.63 平方千米，位于法国奥弗涅-罗讷-阿尔卑斯大区康塔爾省，该省份为法国中南部省份，位于法國中央高原中心，北起科雷兹省、上盧瓦爾省和多姆山省，西接洛特省和科雷兹省，南至阿韦龙省和洛特省，东临上盧瓦爾省和洛泽尔省。
与马迪克接壤的市镇（或旧市镇、城区）包括：尚帕尼亚克、伊德、博尔莱索格、沃布雷、萨鲁-圣朱利安。

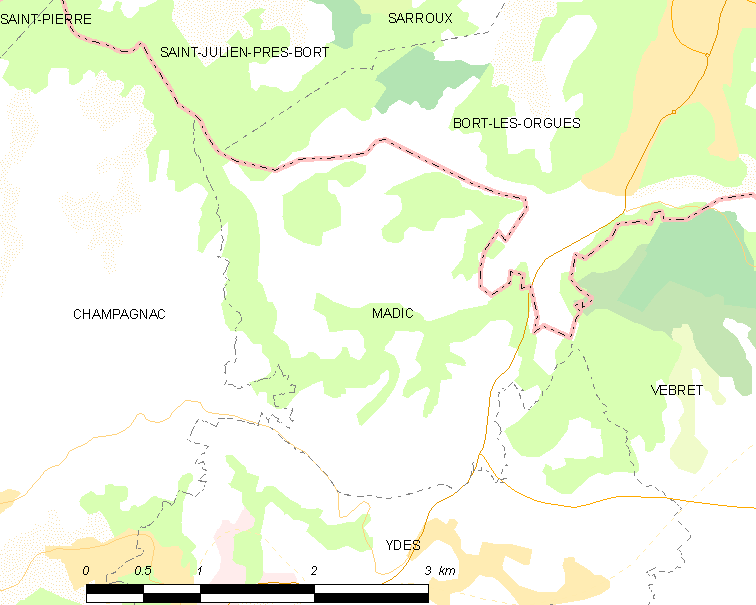
马迪克的OSM定位图

马迪克的时区为UTC+01:00、UTC+02:00（夏令时）。

## 行政
马迪克的邮政编码为15210，INSEE市镇编码为15111。

## 政治
马迪克所属的省级选区为伊德县。

## 人口

1962-2008年间马迪克人口变化图示

马迪克于2022年1月1日时的人口数量为204人。